# Sayulita
Sayulita est une petite ville au Mexique le long de l'océan Pacifique à l'extrémité sud de l'État de Nayarit et au nord de la baie de Banderas.

## Étymologie
Selon les informations recueillies par l'historien de Sayula, Jalisco, le nom Sayulita a été donné par M. Don Lauro González Guerra pour honorer sa ville natale, Sayula. Le mot Sayulita est un diminutif de Sayula, qui en nahuatl vient de Tzaulan, qui signifie « endroit où les mouches abondent », qui à son tour dérive de zayolin, le mot nahuatl pour mouche.

## Histoire
Les premiers habitants de Sayulita ont été attirés dans la région pour travailler dans les ranchs de cocotiers, où l'huile de coco était extraite de l'espèce de palmier Attalea cohune. Pendant le boom de l’huile de coco, de nombreuses personnes meurent de maladies pulmonaires causées par l’inhalation de la poussière que les noix de coco dégagent lorsqu’elles sont fendues. L'hacienda s'est développée et, en plus de la production d'huile, elle est rapidement devenue un important centre d'élevage. En 1936, le bétail est vendu et les terres données aux travailleurs du port avec l'intention de les laisser poursuivre la production, ce qui conduit à la formation de l'ejido de Sayulita.
Dans les années 1940, la production de noix de coco se réduit considérablement, ce qui a conduit l’agriculture et la pêche à devenir les principales industries de la région. Bien que moins abondantes que par le passé, les espèces pêchées commercialement dans la région comprennent le vivaneau, le chinchard, le poisson-scie, le mérou, l'huître, la crevette et le homard .
En 1965, l'autoroute La Varas - Puerto Vallarta est construite, ce qui contribue à instaurer le tourisme dans la région. Dans le cadre d'un projet d'expansion et de développement du tourisme, les rues de Sayulita sont pavées et des espaces publics tels que des kiosques, des places publiques, des marchés et des trottoirs sont construits.

## Tourisme

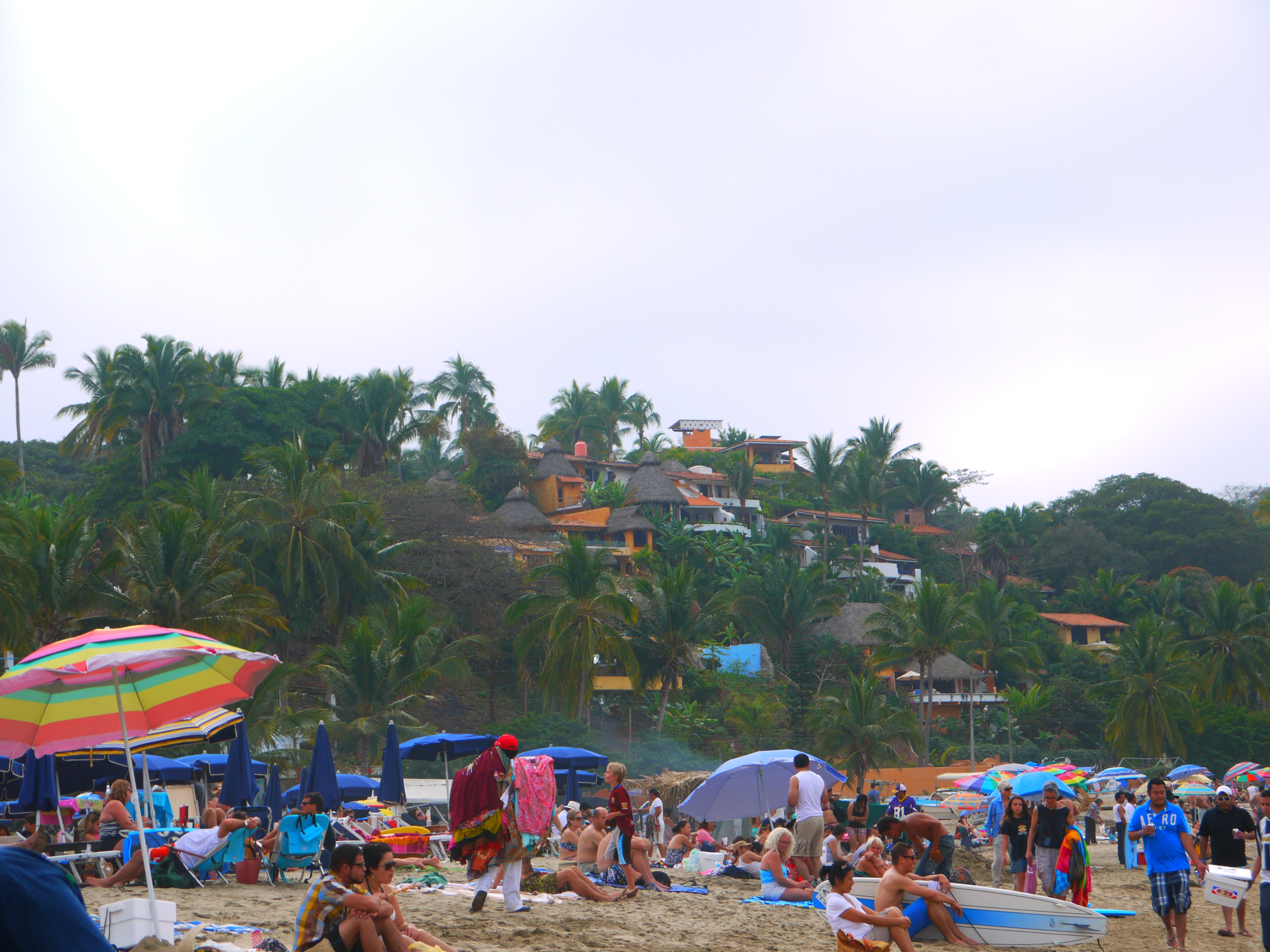
Touristes sur la plage de Sayulita.

Le tourisme à Sayulita est plus important pendant la saison hivernale. La plage est fréquentée par les surfeurs depuis les années 1960. Chaque année, des milliers de touristes visitent la ville en route vers et depuis Puerto Vallarta et la baie de Banderas .

## Pêche
Les habitants locaux pêchent la dorade, le thon, la sierra, le marlin, le guachinango, le juriel, la cherna, le voilier et le poisson-coq, ainsi que les crevettes, le homard et les huîtres.